# 西里斯科什·慕克吉

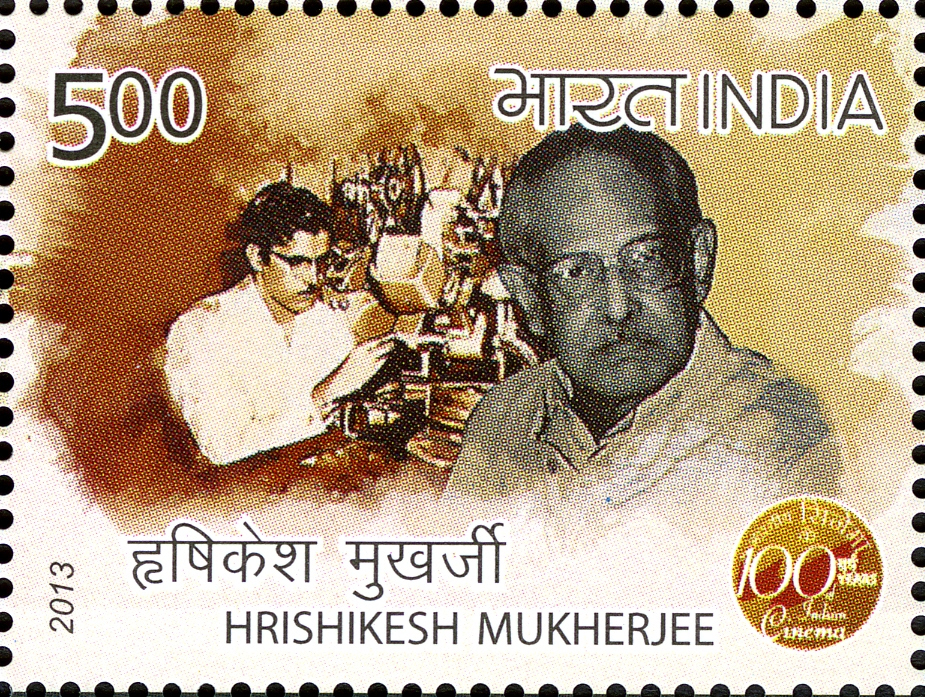
西里斯科什·慕克吉

西里斯科什·慕克吉 （Hrishikesh Mukherjee，1922年9月30日-2006年8月27日）是一位印度电影导演、剪辑师和作家。他一共執導了42部电影。 
他曾任中央電影認證委員會主席。 印度政府于1999年授予他达达萨赫布·法尔克奖，2001年授予他莲花赐勋章。此外他还获得過八项印度電影觀眾獎。